# Weyermannshaus (Berner Quartier)
Weyermannshaus (auch:   Weiermannshus) ist ein Quartier der Stadt Bern. Es gehört zu den im Jahr 2011 bernweit festgelegten 114 gebräuchlichen Quartieren und liegt im Stadtteil Stadtteil III Mattenhof-Weissenbühl, dort im statistischen Bezirk Holligen. Angrenzende Quartiere sind Ausserholligen, Holligen (das kleinere gebräuchliche Quartier) und Inselspital, die im Stadtteil VI liegenden Quartiere Untermatt und Stöckacker sowie die im Stadtteil II liegenden Quartiere Von Roll und Bremgartenwald. Das Bad Weyermannshaus trägt diesen Namen – liegt aber im Quartier Untermatt an der Grenze zu Weyermannshaus.

## Einwohner und Bebauung

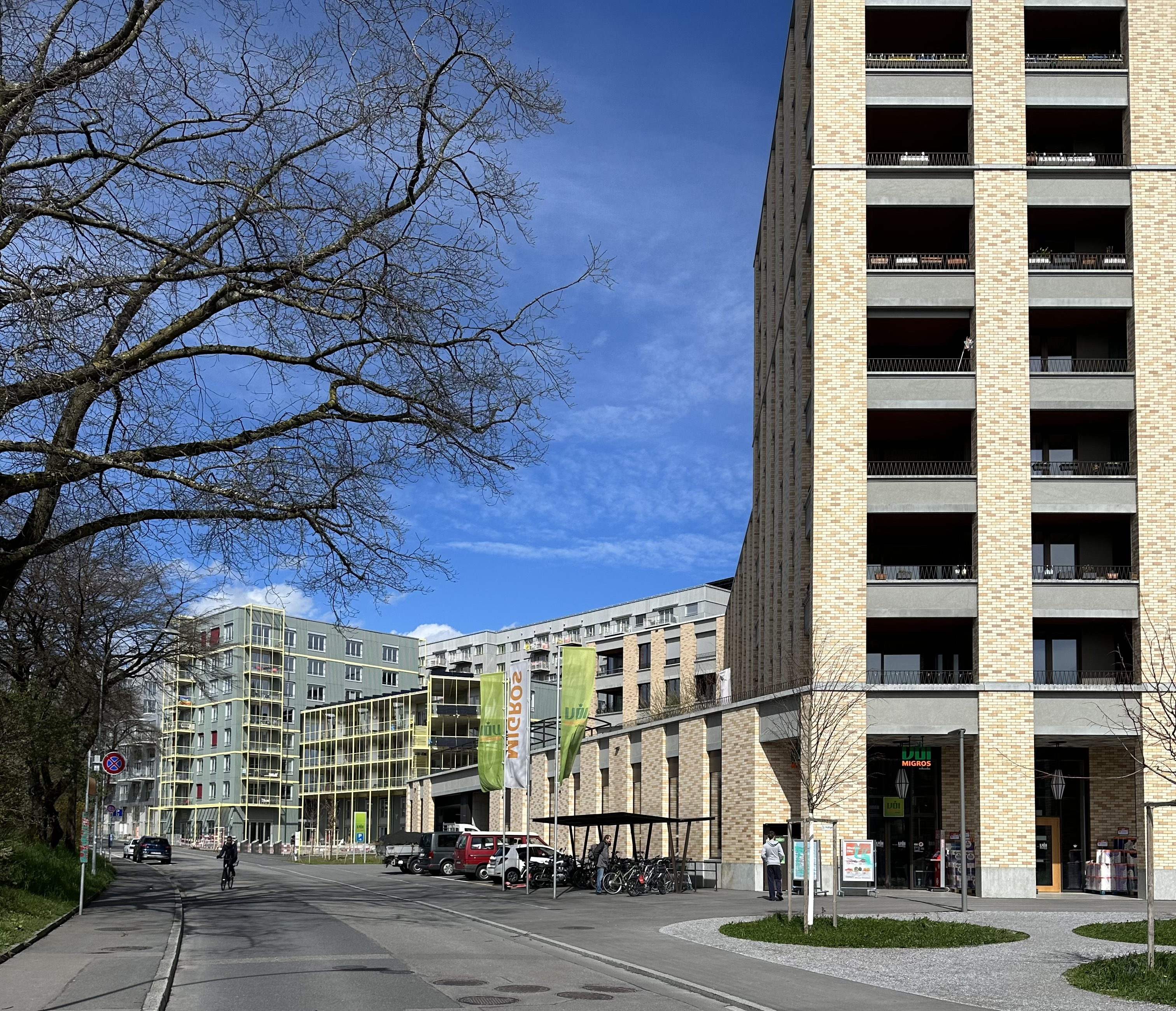
Siedlung Holliger 2024

Im Jahr 2022 wurden 2807 Einwohner angegeben, davon 1828 Schweizer und 979 Ausländer.
Das Quartier wird durch die dort noch gemeinsam laufende Eisenbahnlinie Bern–Freiburg/Neuenburg/Thun mit mehreren Gleisen und Abstellanlagen durchschnitten. Im Norden davon befinden sich Industrie und Gewerbe, im Süden die Wohnbebauung. Die Brache Warmbächli (einstiger Standort der Kehrichtverbrennungsanlage) stand von 2015 bis Ende 2020 zur Zwischennutzung für alternative Kulturprojekte zur Verfügung.
Danach wurde mit dem Bau der Siedlung Holliger begonnen, die bis Ende 2023 fertiggestellt wurde. 300 neue Wohnungen in fünf Häusern sind in entstanden, wo rund 380 Erwachsene und 180 Kinder leben.
Der Arealhof, der das Zentrum der neuen Überbauung bildet, heisst Holligerhof, der neu entstehende Quartierplatz mit einem Bistro Holligerplatz.
Nördlich der Bahnlinie sind ebenfalls zahlreiche neue Gebäude entstanden. Geplant ist ein neuer Campus der Berner Fachhochschule.

## Verkehrsanbindung
Die Buslinie 12 der Bernmobil verkehrt im Süden ab Holligen nach dem Bahnhof und Zentrum Paul Klee. Sie wurde 2023 eingerichtet und um eine Station verlängert, die frühere Buslinie 11 verkehrte nur bis zum Inselspital.   